# Обсада на Константинопол (1422)
Вижте пояснителната страница за други значения на Обсада на Константинопол.
Обсадата на Константинопол от е военен сблъсък между Османската империя, под ръководството на султан Мурад II, с Византийската империя от 1422 година. Обсадата на Константинопол, столицата на Византия, е резултат на опитите на византийския император Мануил II Палеолог да се намеси в наследяването на османските султани след смъртта на султан Мехмед I в 1421 година. Тази политика на византийците често е използвана успешно за отслабване на съседите им. Когато Мурад II се очертава като печелившия наследник на баща си, той нахлува във византийска територия. По време на обсадата османците за пръв път се сдобиват със собствени оръдия – фалконети, къси, но широки оръдия. Двете страни са технологично равностойни и турците трябва да изградят барикади, „за да поемат... камъните от бомбардите“.

## Обсада
Според кратка византийска хроника, съставена около 1425 година, „на 10 юни, сряда, в четвъртия час след обяд, Михалоглу атакува Константинопол“, с което започва обсадата на града. Очевидецът Йоан Канан описва как авангардът под командването на Михалоглу опустошава предградията на града, преди самият Мурад да пристигне на 20 юни с основната армия и обсадните машини, и обсадата да започне сериозно.
Мурад е принуден да вдигне обсадата поради бунта на по-малкия си брат Кючук Мустафа в Анатолия. Той е подкрепен с мъже от анадолските бейлици Гермиян и Караман, които се опасяват от възраждане на османската власт, както и според византийския историк Дука, с пари, дадени от византийския император. По този начин Мустафа успява да събере значителна армия и в края на август или началото на септември обсажда османската столица Бурса. Съвременната византийска традиция приписва освобождението на Константинопол на чудотворна намеса на Света Богородица, която вдъхновявала защитниците. Йоан Канан пише:
| „ | Ромеите, макар и изтощени от умора, скачали и се радвали… Те пеели химни на Пресвета Дева, прославяйки я от дълбините на сърцата си, казвайки: „Това наистина е богато, прославено, запомнящо се, необикновено и забележително чудо, достойно за възхищение.“ | “ |

Дори самите османски войници видели жена в лилави одежди да ходи по външните укрепления на града.

## Последици
Въпреки византийската победа Империята по това време всъщност е сведена до няколко несвързани ивици земя, освен самия град Константинопол. Тя е изправена и пред сериозни икономически проблеми и изпитва остър недостиг на войници. Папа Пий II насърчава даряването на оръдия от европейските монарси като начин за помощ на Византия. Всички нови оръдия след обсадата от 1422 година са дарения от европейски държави и освен тях не са правени други подобрения във византийския арсенал. Градът е завладян от следващия османски султан, Мехмед II, в 1453 година.

### Цитирана литература
- Imber, Colin. The Ottoman Empire: 1300-1481.   Isis, 1990. ISBN 978-975-428-015-9.
- Fine, John Van Antwerp. The Late Medieval Balkans: A Critical Survey from the Late Twelfth Century to the Ottoman Conquest.   Ann Arbor, University of Michigan Press, 1994. ISBN 978-0-472-08260-5. (на английски)
- Setton, Kenneth M. (1978). The Papacy and the Levant (1204–1571), Volume II: The Fifteenth Century. Philadelphia: The American Philosophical Society, ISBN 0-87169-127-2, https://books.google.com/books?id=0Sz2VYI0l1IC